# 偶数
偶数（ぐうすう、英: even number）とは、2 で割り切ることができる整数である。対義語で、2 で割り切れない整数は奇数という。
整数の定義から、0 と負の偶数も偶数に含まれる。具体的な偶数の例として −8, 0, 2, 14, 100, 526 などが挙げられる。これらはそれぞれ (−4) × 2, 0 × 2, 1 × 2, 7 × 2, 50 × 2, 263 × 2 に等しいため、2 で割っても余りを出さず、 2 で割り切ることができる。
より派生して、2 で割り切れるが 4 では割り切れない整数を単偶数または半偶数という。これに対して、4 で割り切れる整数を複偶数 (doubly even number) または全偶数という。
偶数と奇数は、偶数全体、奇数全体をそれぞれ一つの元と見て、二つの元からなる有限体の例を与える。
ルーレットのルールでは、0は偶数に含めないことになっている（奇数でもない）。

## 名称の由来
偶数は英語の "even number" の訳である。"even" は「平な、均等な」という意味で、直訳すれば「平数」である。偶数の"偶"は「ペア、二個一組」（用例：配偶者）という意味で、「二個一組になる数」を意味する。
ギリシャの哲学者フィロラオスは次のように言ったとされる。「数字には特別な二種類がある。奇 (odd) と偶 (even) である。そしてこれらの混合が第三の要素として even-odd を生じる」。
「odd」には、残りの，余分の という意味もあり二等分の余りの意である。

## 数学的性質
以下、m は整数、n は正の整数（自然数）であるとする。
- 素数のうち偶数であるのは 2 のみである。
- 偶数同士または奇数同士の和は偶数である。
- 偶数同士または奇数同士の差は偶数である。
- 偶数と整数の積は偶数である。
- 実数の偶数乗は正の実数である。
- 1 の 2n 乗根には、必ず 1 と −1 が含まれる。
- フィボナッチ数のうち偶数であるのは、3m 番目のフィボナッチ数のみである。フィボナッチ数とは漸化式 Fm+2 = Fm+1 + Fm, F0 = 0, F1 = 1 を満たす数 Fm のことである。
- 三角数のうち偶数であるのは、4n − 1 番目と 4n 番目の三角数のみである。三角数とは m(m + 1)/2 と表すことのできる数である。
- 平方数（四角数）のうち偶数であるのは 2n 番目の平方数 (2n)2 = 4n2 のみである。
- 1組のピタゴラス数の3つの数のうち、少なくとも1つは偶数である。ピタゴラス数とは a2 + b2 = c2 を満たす整数の組 (a, b, c) のことである。
- 一般に、ある整数を 2n 進法で表した場合、その数が偶数であることを判別するには、一の位の数が偶数かどうかを調べるだけで充分である。例えば、二進法では 0、六進法では 0, 2, 4、八進法では0, 2, 4, 6、十進法では 0, 2, 4, 6, 8 が一の位に来ている場合に偶数となる。
- nが六以上の偶数進法では、12の2乗は144になる。例えば、六進法の122 = 144 は 十進法に換算して 82 = 64であり、その他も十進法に換算して十二進法では142 = 196、十六進法では182 = 324、十八進法では202 = 400、二十進法では222 = 484、三十進法では322 = 1024となる。
- 約数の和は平方数と平方数の2倍の数[3]を除いて偶数である。また、ほとんどの数の約数の和は約数を多く持つ数である。

## 未解決問題
偶数に関する未解決問題としてゴールドバッハの予想がある。ゴールドバッハの予想とは次の命題をいう。
4 以上のすべての偶数は、2 つの素数の和の形に表せる。
ごく小さい数について実際に素数の和に書き直すことは容易であり、
4 = 2 + 2, 6 = 3 + 3, 8 = 3 + 5, 10 = 5 + 5 = 3 + 7, 12 = 5 + 7, 14 = 3 + 11 = 7 + 7, 16 = 3 + 13 = 5 + 11, ...
などのように書くことができる。しかしすべての偶数について 2 つの素数の和で表すことができることを示すには、具体的な数について調べるだけでは不十分である。
現在発見されている完全数（2倍完全数）はすべて偶数である。奇数の完全数があるかどうかは知られていない（1倍完全数としては 1 が存在する）。

## 参照元
1. ↑  『立体方陣と高次元方陣－三次元以上の魔方陣：用語集』[リンク切れ]
2. ↑  Earliest Known Uses of Some of the Words of Mathematics (O) - MacTutor History of Mathematics
3. ↑  8、18、32、50、72、98、128、162、200、242、288、338、392、450、512、578、648、722、800etc